# Escalation
Pour plus de détails, voir Fiche technique et Distribution.
Escalation est un film italien réalisé par Roberto Faenza et sorti en 1968.

## Synopsis
Luca Lambertenghi est le fils d'Augusto, un riche industriel italien qui s'est expatrié à Londres pour mener une vie de bohème, passant ses journées dans un hamac à jouer du sitar. N'y tenant plus, Augusto fait le voyage à Londres pour ramener son fils manu militari travailler pour lui dans son entreprise. En échange, il fait miroiter à son fils la perspective de lui payer plus tard un voyage en Inde comme il en rêve. Mais Luca supporte mal de rester à travailler dans un bureau. Un jour, il se met en scène mort poignardé sur son bureau pour faire peur à la secrétaire et à son père.
Après cet esclandre, son père décide d'employer les grands moyens et l'envoie de force subir un traitement par électrochocs dans un asile d'aliénés. Rapidement, Luca parvient à s'échapper et se réfugie en Suisse où il trouve un emploi de baby-sitter. Mais un couple de détectives engagé par son père ont tôt fait de le retrouver.
Augusto contacte alors une ravissante psychologue, Carla Maria Manini, et lui propose de travailler à plein temps pour ramener son fils dans le droit chemin. Elle accepte et entreprend de faire l'éducation de Luca, le dissuadant de son hédonisme puéril en lui enseignant les lois d'airain de la compétition, du progrès et de la promotion sociale (l'« escalation »). Avec ses méthodes glaciales et méthodiques, Carla parvient à prendre de l'ascendant sur Luca et à efficacement lui laver le cerveau. Luca ne rêve plus d'Inde ni ne joue du sitar comme avant : il est de plus en plus attiré par Carla. En un rien de temps, Luca et Carla se marient. Mais même après le mariage, Carla refuse de coucher avec Luca et d'avoir des enfants comme il le désire. Son objectif est en réalité de prendre le contrôle de l'entreprise d'Augusto en se servant de Luca. Elle parvient bientôt à faire de Luca un actionnaire de l'entreprise de son père.
Reprenant ses esprits, Luca se rend compte que sa jeune épouse ne l'aime pas ; alors il décide de l'empoisonner avec les champignons qu'ils ont ramassés ensemble lors d'un voyage. Après avoir tué sa femme, Luca pratique un rite mystique sur le cadavre puis, une fois brûlé, disperse ses cendres. Dans le même temps, il casse son sitar et le jette du haut d'une falaise. La police n'arrive pas à identifier Luca comme le meurtrier de sa femme et ainsi le garçon, devenu un cynique arriviste enfin intégré dans la société, peut prendre la place de son père à la tête de l'entreprise familiale.

## Fiche technique
Sauf indication contraire, les informations mentionnées dans cette section peuvent être confirmées par la base de données cinématographiques IMDb,  présente dans la section « Liens externes ».
- Titre original italien et titre français : Escalation[2],[3]
- Titre alternatif italien : L'integrato sessuale
- Réalisation : Roberto Faenza
- Scénario : Roberto Faenza
- Photographie : Luigi Kuveiller
- Montage : Ruggero Mastroianni
- Musique : Ennio Morricone, dirigé par Bruno Nicolai
- Décors : Giorgio Giovannini (it)
- Costumes : Luciana Marinucci
- Production : Giuseppe Zaccariello
- Société de production : Cemo Film
- Pays de production :  Italie
- Langue originale : italien
- Format : Couleur par Eastmancolor - 35 mm
- Durée : 89 minutes[2]
- Genre : Comédie de mœurs[3]
- Dates de sortie :
  - Italie : 29 février 1968
  - France : 16 octobre 1968[3]

## Distribution
- Claudine Auger : Carla Maria Manini
- Lino Capolicchio : Luca Lambertenghi
- Gabriele Ferzetti : Augusto Lambertenghi
- Leopoldo Trieste : Le prêtre
- Didi Perego : La détective privée
- Dada Gallotti : L'infirmière
- Jacqueline Perrier
- Paola Corinti

## Accueil
Escalation a eu un certain succès en Italie et à l'international. Il est le 63e succès de l'année 1967-68 en Italie.